# Seilhan
Seilhan é uma comuna francesa na região administrativa de Occitânia, no departamento de Alta Garona. Estende-se por uma área de 4,68 km². Em 2010 a comuna tinha 211 habitantes (densidade: 45,1 hab./km²).